# Municipio de Strawberry (condado de Izard)
El municipio de Strawberry (en inglés: Strawberry Township) es un municipio ubicado en el condado de Izard en el estado estadounidense de Arkansas. En el año 2010 tenía una población de 276 habitantes y una densidad poblacional de 4,46 personas por km².

## Geografía
El municipio de Strawberry se encuentra ubicado en las coordenadas 36°6′27″N 91°42′57″O / 36.10750, -91.71583. Según la Oficina del Censo de los Estados Unidos, el municipio tiene una superficie total de 61.93 km², de la cual 61,9 km² corresponden a tierra firme y (0,05 %) 0,03 km² es agua.

## Demografía
Según el censo de 2010, había 276 personas residiendo en el municipio de Strawberry. La densidad de población era de 4,46 hab./km². De los 276 habitantes, el municipio de Strawberry estaba compuesto por el 96,01 % blancos, el 0,72 % eran amerindios, el 2,9 % eran asiáticos y el 0,36 % eran de una mezcla de razas. Del total de la población el 1,09 % eran hispanos o latinos de cualquier raza.